# Кутас Павло Віталійович
Павло́ Віта́лійович Ку́тас (нар. 3 вересня 1982, СРСР) — український футболіст, захисник. Відомий виступами, зокрема, за «Оболонь», одеський «Чорноморець» та юнацьку збірну України (U-18). Кількаразовий золотий призер першої ліги України, півфіналіст і фіналіст кубку України, а також юнацького чемпіонату Європи у складі збірної України.

## Біографія

### Клубна кар'єра
Павло Кутас народився 3 вересня 1982 року. Вихованець футбольної школи київського «Динамо». У сезоні 1998/99 дебютував у складі дорослих команд клубу — «Динамо-3», яка змагалася у другій лізі, та першологівої «Динамо-2». Перебував у структурі «Динамо» до завершення 2000 року, однак до складу першої команди пробитися не зміг. За цей час зіграв за два склади 58 матчів і забив 4 голи в чемпіонаті, а за основний склад зіграв єдиний матч у кубку проти сумського «Спартака» (16 вересня 2000 року). Також разом із «Динамо-2» здобув золоті медалі в сезонах 1998/99 та 1999/00.

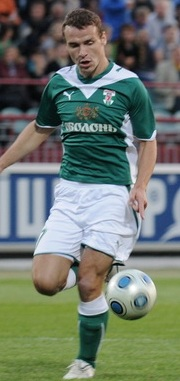
Павло Кутас під час виступів за «Оболонь». 10 вересня 2010 року

2001 рік провів в Ужгороді, де на умовах оренди захищав кольори місцевого «Закарпаття» та його фарму «Закарпаття-2». Зігравши за ці склади 23 матчі та здобувши срібні медалі першості 2001/02 Павло на початку 2002 року перейшов до київської «Оболоні», допоміг команді за результатами сезону 2001/02 років вибороти путівку до Вищої ліги національної першості. Протягом наступних трьох сезонів був ключовим гравцем захисту київської команди, яка змагалася в елітному дивізіоні українського чемпіонату. Згодом утратив місце в основі, сезон 2005/06 розпочав у складі другої команди «Оболоні», а за декілька турів залишив клуб.
2005 року приєднався до складу російської команди «Динамо» з Брянська, середняка першої ліги чемпіонату Росії. Провів у Брянську два з половиною сезони, де зіграв 91 матч та забив 7 голів, після чого продовжив виступи в Росії, перейшовши до іншого місцевого першолігового клубу — «СКА-Енергія» з Хабаровська. Провів там два сезони, під час яких устиг зіграти 27 матчів у чемпіонаті та 3 в кубку.
Після п'яти років виступів у Росії на початку 2010 року повернувся до України, приєднавшись до складу своєї колишньої команди «Оболоні». Поступово відновив за собою місце в основному складі команди, а 14 серпня 2010 року провів свій 85-й матч за «Оболонь» у рамках найвищого дивізіону чемпіонату України, ставши рекордсменом команди за цим показником. У тому матчі «пивовари» зіграли з запорізьким «Металургом» 2:1.
5 липня 2011 року уклав контракт з одеським «Чорноморцем» на два з половиною роки. Після повернення з першої ліги «моряки» разом із Павлом почали з кожним сезоном показували все кращий результат. Так, у сезоні 2011/12 команда спочатку посіла дев'яте місце в чемпіонаті. Восени 2011 року Кутас отримав травму на меніску, але після операції, зробленої ізраїльськими лікарями, та десяти днів одужування повернувся до тренувань. А наступного сезону одеська команда здобула шосте місце в чемпіонаті та вийшла до фіналу кубка України. Наступного сезону це дало змогу зіграти в Суперкубку та Лізі Європи, де Павло мав можливість дебютувати. А на початку наступного року, 4 січня, Павло продовжив контракт з одеським клубом ще на півтора року. Улітку 2015 року разом із низкою інших гравців покинув «моряків».
У серпні 2015 року на правах вільного агента підписав контракт із «Говерлою».

### Збірна
Викликався до юнацької збірної України. 2000 року брав участь у чемпіонаті Європи (U-18). За результатами змагання став срібним призером чемпіонату, на якому українці по ходу турніру програли лише одну гру — фінальний матч французьким футболістам. Також брав участь у чемпіонаті Європи наступного року.
2003 року викликався до лав молодіжної збірної України, але так і не зіграв жодного матчу.

## Статистика виступів
| Клуб | Ліга              | Сезон             | Чемпіонат | Чемпіонат | Кубок | Кубок | Єврокубки | Єврокубки | Інші змагання | Інші змагання | Інші змагання | Всього | Всього |
| Клуб | Ліга              | Сезон             | Ігор      | Голів     | Ігор  | Голів | Ігор      | Голів     | Ігор          | Голів         | Назва         | Ігор   | Голів  |
| --- | ----------------- | ----------------- | --------- | --------- | ----- | ----- | --------- | --------- | ------------- | ------------- | ------------- | ------ | ------ |
| «Чорноморець» О | ПЛ                | 14-15             | 15        | 0         | 2     | 0     | -         | -         | -             | -             | -             | 17     | 0      |
| «Чорноморець» О | ПЛ                | 13-14             | 19        | 0         | 2     | 0     | 11        | 1         | ПД+СУ         | 2             | 0             | 34     | 1      |
| «Чорноморець» О | ПЛ                | 12-13             | 17        | 0         | 3     | 0     | -         | -         | -             | -             | -             | 20     | 0      |
| «Чорноморець» О | ПЛ                | 11-12             | 19        | 0         | 2     | 0     | -         | -         | МП            | 1             | 0             | 22     | 0      |
| «Чорноморець» О | Всього            | Всього            | 70        | 0         | 9     | 0     | 11        | 1         |               | 3             | 0             | 93     | 1      |
| «Оболонь» | ПЛ                | 10-11             | 26        | 1         | 0     | 0     | -         | -         | -             | -             | -             | 26     | 1      |
| «Оболонь» | ПЛ                | 09-10             | 3         | 0         | 0     | 0     | -         | -         | ПД            | 8             | 0             | 11     | 0      |
| «Оболонь» | Всього            | Всього            | 29        | 1         | 0     | 0     | 0         | 0         |               | 8             | 0             | 37     | 1      |
| «СКА-Енергія» | ПФНЛ              | 2009              | 8         | 0         | 3     | 0     | -         | -         | -             | -             | -             | 8      | 0      |
| «СКА-Енергія» | ПФНЛ              | 2008              | 19        | 0         | 0     | 0     | -         | -         | -             | -             | -             | 19     | 0      |
| «СКА-Енергія» | Всього            | Всього            | 27        | 0         | 3     | 0     | 0         | 0         |               | 0             | 0             | 30     | 0      |
| «Динамо» Бр | ПФНЛ              | 2007              | 37        | 1         | 0     | 0     | -         | -         | -             | -             | -             | 37     | 1      |
| «Динамо» Бр | ПФНЛ              | 2006              | 40        | 4         | 0     | 0     | -         | -         | -             | -             | -             | 40     | 4      |
| «Динамо» Бр | ПФНЛ              | 2005              | 14        | 2         | 0     | 0     | -         | -         | -             | -             | -             | 14     | 2      |
| «Динамо» Бр | Всього            | Всього            | 91        | 7         | 0     | 0     | 0         | 0         |               | 0             | 0             | 91     | 7      |
| «Оболонь» | ВЛ                | 04-05             | 20        | 0         | 2     | 0     | -         | -         | ПД            | 3             | 1             | 25     | 1      |
| «Оболонь» | ВЛ                | 03-04             | 29        | 1         | 3     | 0     | -         | -         | -             | -             | -             | 32     | 1      |
| «Оболонь» | ВЛ                | 02-03             | 28        | 1         | 3     | 0     | -         | -         | -             | -             | -             | 31     | 1      |
| «Оболонь» | 1Л                | 01-02             | 15        | 0         | 0     | 0     | -         | -         | -             | -             | -             | 15     | 0      |
| «Оболонь» | Всього            | Всього            | 92        | 2         | 8     | 0     | 0         | 0         |               | 3             | 1             | 103    | 3      |
| «Оболонь-2» | ВЛ                | 05-06             | 2         | 0         | 0     | 0     | -         | -         | -             | -             | -             | 2      | 0      |
| «Оболонь-2» | 2Л                | 03-04             | 1         | 0         | 0     | 0     | -         | -         | -             | -             | -             | 1      | 0      |
| «Оболонь-2» | 2Л                | 01-02             | 1         | 0         | 0     | 0     | -         | -         | -             | -             | -             | 1      | 0      |
| «Оболонь-2» | Всього            | Всього            | 4         | 0         | 0     | 0     | 0         | 0         |               | 0             | 0             | 4      | 0      |
| «Закарпаття» | ВЛ                | 01-02             | 1         | 0         | 3     | 0     | -         | -         | -             | -             | -             | 1      | 0      |
| «Закарпаття» | 1Л                | 00-01             | 9         | 0         | 0     | 0     | -         | -         | -             | -             | -             | 9      | 0      |
| «Закарпаття» | Всього            | Всього            | 10        | 0         | 3     | 0     | 0         | 0         |               | 0             | 0             | 13     | 0      |
| «Закарпаття-2» | 2Л                | 01-02             | 10        | 0         | 0     | 0     | -         | -         | -             | -             | -             | 10     | 0      |
| «Закарпаття-2» | Всього            | Всього            | 10        | 0         | 0     | 0     | 0         | 0         |               | 0             | 0             | 10     | 0      |
| «Динамо» К | ВЛ                | 00-01             | 0         | 0         | 1     | 0     | -         | -         | -             | -             | -             | 1      | 0      |
| «Динамо» К | Всього            | Всього            | 0         | 0         | 1     | 0     | 0         | 0         |               | 0             | 0             | 1      | 0      |
| «Динамо-2» К | 1Л                | 00-01             | 8         | 0         | 0     | 0     | -         | -         | -             | -             | -             | 8      | 0      |
| «Динамо-2» К | 1Л                | 99-00             | 14        | 1         | 0     | 0     | -         | -         | -             | -             | -             | 14     | 1      |
| «Динамо-2» К | 1Л                | 98-99             | 3         | 0         | 0     | 0     | -         | -         | -             | -             | -             | 3      | 0      |
| «Динамо-2» К | Всього            | Всього            | 25        | 1         | 0     | 0     | 0         | 0         |               | 0             | 0             | 25     | 1      |
| «Динамо-3» | 2Л                | 00-01             | 5         | 1         | 0     | 0     | -         | -         | -             | -             | -             | 5      | 1      |
| «Динамо-3» | 2Л                | 99-00             | 19        | 2         | 2     | 0     | -         | -         | -             | -             | -             | 21     | 2      |
| «Динамо-3» | 2Л                | 98-99             | 9         | 0         | 2     | 0     | -         | -         | -             | -             | -             | 11     | 0      |
| «Динамо-3» | Всього            | Всього            | 33        | 3         | 4     | 0     | 0         | 0         |               | 0             | 0             | 37     | 3      |
| Всього за кар'єру | Всього за кар'єру | Всього за кар'єру | 377+      | 14        | 27    | 0     | 11        | 1         |               | 14            | 1             | 427+   | 16     |
| 2Л — друга ліга; 1Л — перша ліга; ВЛ — вища ліга; ПД — першість дублерів; ПФНЛ — першість футбольної національної ліги; ПЛ — Прем'єр-ліга; МП — молодіжна першість; СУ — суперкубок України. |                   |                   |           |           |       |       |           |           |               |               |               |        |        |
| Останнє оновлення 8 травня 2014 |                   |                   |           |           |       |       |           |           |               |               |               |        |        |

## Титули та досягнення

### Клубні
«Динамо-2» К:
- Золотий призер першої ліги чемпіонату України (2): 1998–1999, 1999–2000.

«Закарпаття»:
- Срібний призер першої ліги України (1): 2000–2001.

«Чорноморець»:
- Фіналіст Кубка України (1): 2012–2013.
- Півфіналіст Кубка України (1): 2013–2014.

### Збірна
- Срібний призер Чемпіонату Європи (U-18) (1): 2000.